# 이세나카가와역
이세나카가와역(일본어: 伊勢中川駅)은 일본 미에현 마쓰사카시에 위치한 긴키 닛폰 철도의 철도역이다. 오사카 선, 나고야 선의 종착역 기능을 하며, 야마다 선등 3개의 노선을 운행 중이다. 오사카 선의 역 번호는 D 61, 나고야 선의 역 번호는 E 61, 야마다 선의 역 번호는 M 61이며, 단선 · 섬식의 형태를 합친 5면 6선 구조의 복합 승강장을 갖춘 지상역이다.

## 타는 곳
| 1     | M 야마다 선 | M 우지야마다 · 도바 · 가시코지마 방면     | 보통만                |
| 1     | E 나고야 선 | E 쓰 · 욧카이치 · 나고야 방면             | 출발 보통만           |
| 2 · 3 | M 야마다 선 | M 우지야마다 · 도바 · 가시코지마 방면     |                       |
| 2 · 3 | E 나고야 선 | E 쓰 · 욧카이치 · 나고야 방면             | 출발만                |
| 2 · 3 | D 오사카 선 | A 오사카 · 고베 · 나라 방면 · B 교토 방면 | 출발 급행 · 일부 보통 |
| 4 · 5 | E 나고야 선 | E 쓰 · 욧카이치 · 나고야 방면             |                       |
| 4 · 5 | D 오사카 선 | A 오사카 · 고베 · 나라 방면 · B 교토 방면 |                       |
| 6     | D 오사카 선 | D 히가시아오야마 · 나바리 방면            | 보통만                |

## 이용 현황
| 연도   | 1일 평균 승차 인원 |
| ------ | ------------------ |
| 1997년 | 3,420              |
| 1998년 | 3,292              |
| 1999년 | 3,274              |
| 2000년 | 3,298              |
| 2001년 | 3,291              |
| 2002년 | 3,307              |
| 2003년 | 3,293              |
| 2004년 | 3,370              |
| 2005년 | 3,529              |
| 2006년 | 3,660              |
| 2007년 | 3,784              |
| 2008년 | 3,803              |
| 2009년 | 3,715              |
| 2010년 | 3,696              |
| 2011년 | 3,695              |
| 2012년 | 3,708              |
| 2013년 | 3,855              |
| 2014년 | 3,821              |
| 2015년 | 3,959              |

## 역 주변
- 마쓰사카 시 우레시노 도서관
- 미에 현 농업 연구소
- JR 도카이 메이쇼선 곤겐마에역
- 이세 자동차도 이치시우레시노 나들목

## 인접 역
| 긴키 닛폰 철도 D 오사카 선                   | 긴키 닛폰 철도 D 오사카 선           | 긴키 닛폰 철도 D 오사카 선           |
| -------------------------------------------- | ------------------------------------ | ------------------------------------ |
| D57 사카키바라온센구치 오사카우에혼마치 방면 | ■ 쾌속급행 · ■ 급행 (야마다 선 직통) | 마쓰사카 우지야마다 방면             |
| D57 사카키바라온센구치 오사카우에혼마치 방면 | ■ 급행 (상행 1대만, 나고야 선 직통)  | 히사이 긴테쓰나고야 방면             |
| D60 가와이타카오카 오사카우에혼마치 방면     | ■ 보통                               | 시·종착역                            |
| D60 가와이타카오카 오사카우에혼마치 방면     | ■ 보통                               | 이세나카하라 우지야마다 방면         |
| 긴키 닛폰 철도 E 나고야 선                   |                                      |                                      |
| E42 히사이 긴테쓰나고야 방면                 | ■ 급행 (야마다 선 직통)              | 마쓰사카 우지야마다 방면             |
| E42 히사이 긴테쓰나고야 방면                 | ■ 급행 (상행 1대만, 오사카 선 직통)  | 사카키바라온센구치 이세나카가와 방면 |
| E43 모모조노 긴테쓰나고야 방면               | ■ 보통                               | 이세나카하라 우지야마다 방면         |
| 긴키 닛폰 철도 M 야마다 선                   |                                      |                                      |
| 사카키바라온센구치 오사카우에혼마치 방면     | ■ 쾌속급행 · ■ 급행 (야마다 선 직통) | 마쓰사카 M63 우지야마다 방면         |
| 히사이 긴테쓰나고야 방면                     | ■ 급행 (나고야 선 직통)              | 마쓰사카 M63 우지야마다 방면         |
| 모모조노 긴테쓰나고야 방면                   | ■ 보통 (나고야 선 직통)              | 이세나카하라 M62 우지야마다 방면     |
| 가와이타카오카 오사카우에혼마치 방면         | ■ 보통 (오사카 선 직통, 하행 1대만)  | 이세나카하라 M62 우지야마다 방면     |